# Armando Calderón Sol
Armando Calderón Sol (San Salvador, 1948. június 24. – Houston, Texas, USA, 2017. október 9.) salvadori politikus.

## Élete
1966-ban érettségizett a Colegio Externado San José-ban. 1977 szerzett jogi és szociológia diplomát a Salvadori Nemzeti Egyetemen. Ügyvédként és üzletemberként tevékenykedett. 1981-ben alapító tagja volt az Alianza Republicana Nacionalista (ARENA) pártnak. 1994 és 1999 között Salvador elnöke volt.